# Amomyrtus luma
La luma o luma colorada (Amomyrtus luma) es una especie de árbol perennifolio siempreverde de la familia de las mirtáceas. Crece en los bosques templados de Chile y de Argentina.

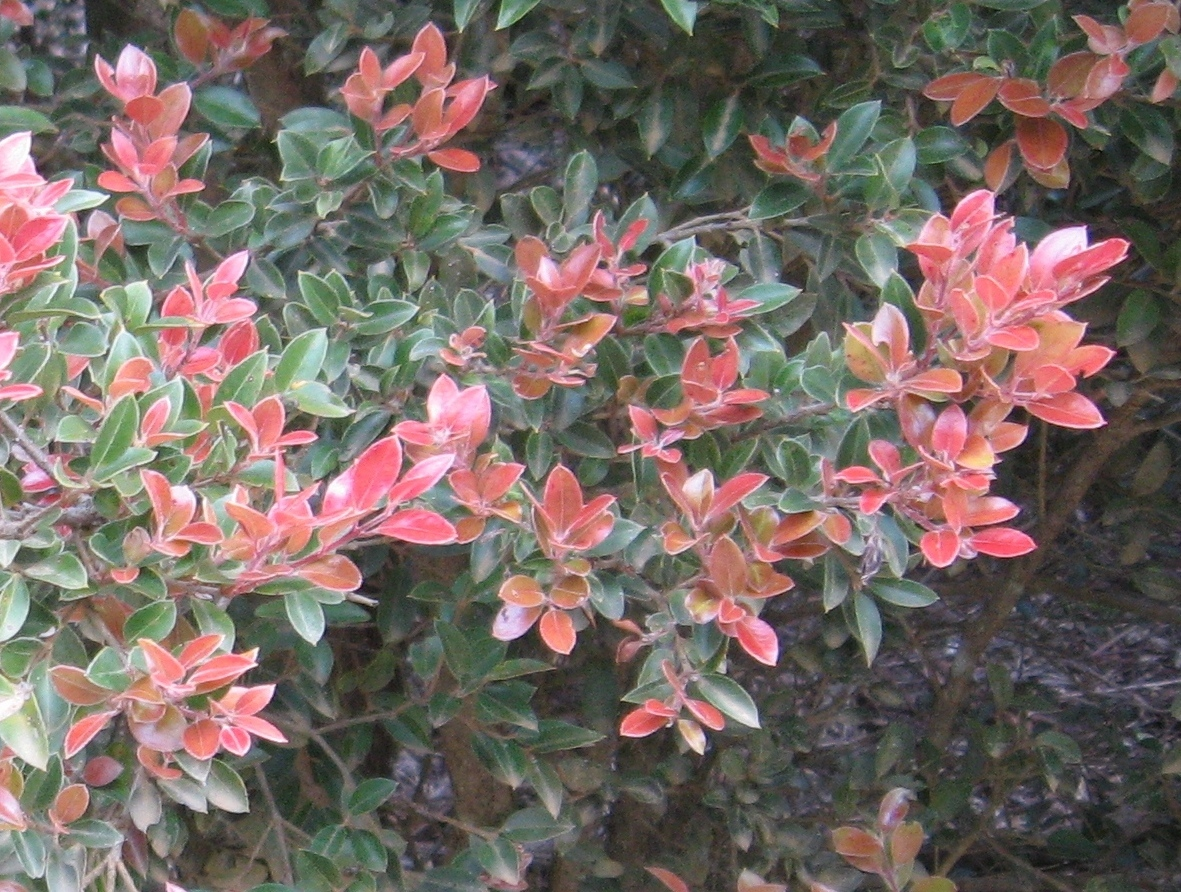
Hojas nuevas

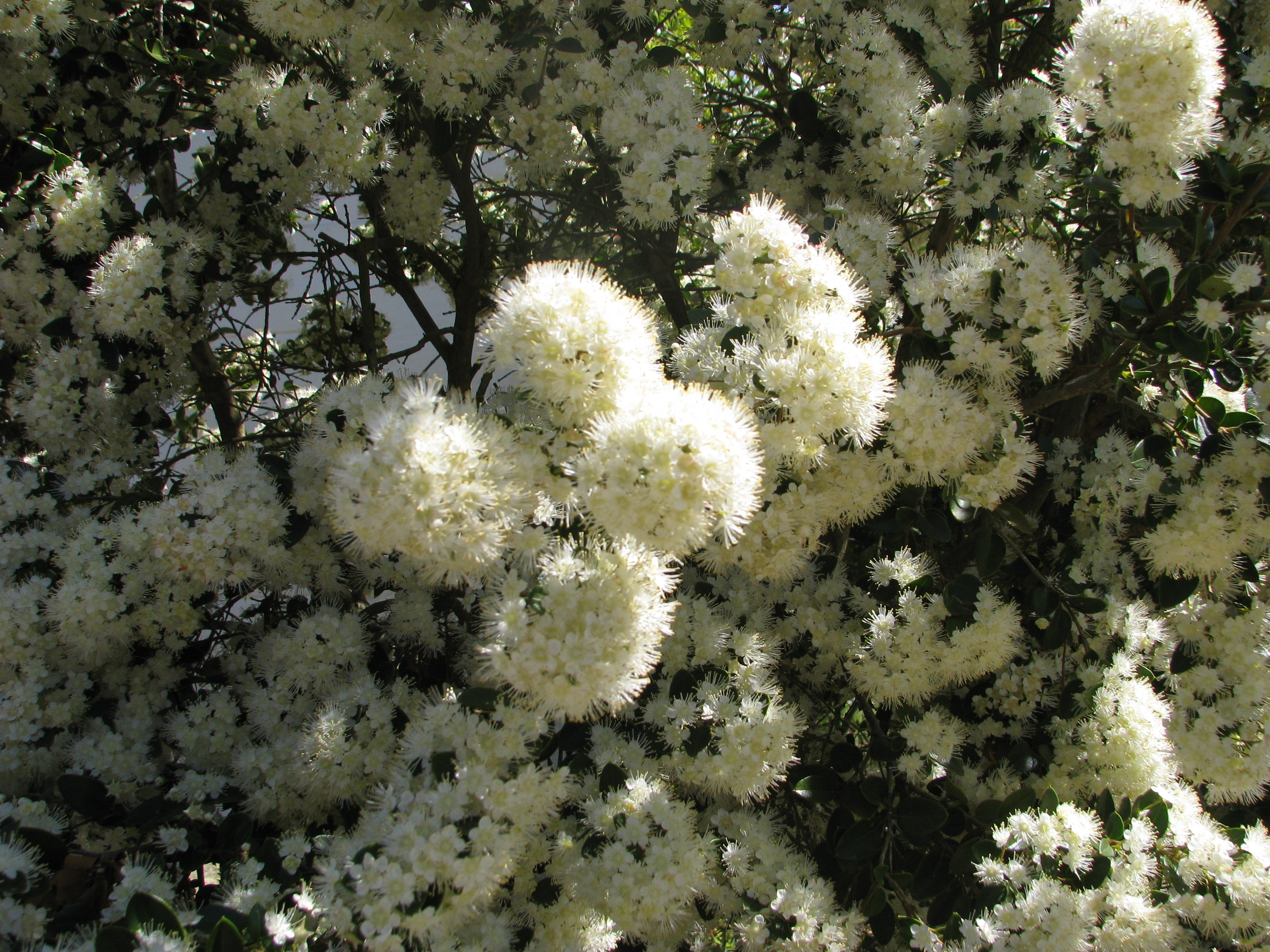
Flores

## Descripción
Sus hojas son simples, de forma lanceolada. Produce flores blancas y olorosas, de importancia melífera. Su fruto es una baya comestible de color negro o morado.
Es un árbol de crecimiento lento que puede alcanzar los 30 m de altura. El tronco es delgado y recto y su madera es muy dura y difícil de trabajar.

## Usos
El fruto comestible, llamado cauchagüe, cauchao o simplemente luma, se usa para hacer mermeladas, y también para fabricar chicha.
Árbol ornamental, y usado como especie de flora apícola.
Su madera sirve para hacer mangos de herramientas y para los pilotes de los palafitos, puesto que no se pudre con facilidad. En otros tiempos se usaba también para hacer armas contundentes como el bastón de madera que usaban los Carabineros de Chile que era llamado popularmente "luma". Debido a su gran capacidad calórica, se usa mucho como leña y en muchos lugares se ha vuelto escasa. Se le ha plantado en España.

## Taxonomía
Amomyrtus luma fue descrita por (Molina) D.Legrand & Kausel y publicado en Lilloa 13: 146. 1947.
Etimología
Amomyrtus nombre genérico que proviene del griego amo (odoríferas) + Myrtus (en referencia al nombre de la familia).
luma: epíteto
Sinonimia
- Eugenia darwinii Hook.f. in Hook.f.
- Myrcia lechleriana Miq.
- Myrtus darwinii Barnéoud
- Myrtus multiflora Juss. in Duhamel ex J.St.-Hil.
- Myrtus valdiviana Phil.
- Pseudocaryophyllus darwinii (Hook.f.) Burret[4]
- Myrceugenia luma (Molina) I.M.Johnst.
- Myrtus lechleriana (Miq.) Sealy
- Myrtus luma Molina
- Myrtus reloncavi Barnéoud ex F.Phil.
- Pseudocaryophyllus multiflorus (Juss. ex J.St.-Hil.) Burret[5]